# Tony Clement (rugby à XV)
Pour l'homme politique canadien, voir Tony Clement.

a Compétitions nationales et continentales officielles uniquement.

b Matchs officiels uniquement.
Anthony Clement dit Tony Clement, né le 8 février 1967 à Morriston, est un joueur de rugby à XV qui a joué avec l'équipe du pays de Galles évoluant au poste d'arrière. Il a participé à deux coupes du monde.

## Carrière
Tony Clement joue en club avec le Swansea RFC de 1985 à 1999. Il connaît également d'autres sélections avec les Barbarians de 1987 à 1993. Il dispute son premier test match le 7 novembre 1987 contre les États-Unis, et son dernier test match contre l'équipe d'Irlande le 4 juin 1995. Il dispute deux matchs de la coupe du monde 1991 et trois matchs de la coupe du monde 1995.

## Statistiques en équipe nationale
- 37 sélections
- 16 points (3 essais, 1 drop)
- Sélections par année : 1 en 1988, 4 en 1988, 1 en 1989, 4 en 1990, 5 en 1991, 4 en 1992, 4 en 1993, 9 en 1994, 5 en 1995
- Tournois des Cinq Nations disputés : 1988, 1989, 1990, 1991, 1992, 1993, 1994, 1995